# Orden de la Calza
La Orden de la Calza es una orden militar fundada por el dux de Venecia Malamocco en a aquella ciudad el año 737 con objeto de instruir a la nobleza en el ejercicio de las armas. 
Se distinguían los caballeros con un botín de varios colores bordado de oro y piedras preciosas que llevaban continuamente en la pierna izquierda.